# Rudbeckiinae
Rudbeckiinae (H. Rob., 1978) è una sottotribù di piante spermatofite dicotiledoni appartenenti alla famiglia Asteraceae (sottofamiglia Asteroideae, tribù Heliantheae).

## Etimologia
Il nome di questa sottotribù deriva dal suo genere tipo (Rudbeckia) che a sua volta deriva dal cognome dei botanici svedesi  (padre e figlio) Olaus Johannis Rudbeck (1630-1702) e Olaus Olai Rudbeck (1660-1740), professori di botanica e predecessori di Linneo.

Il nome della sottotribù è stato definito inizialmente nel 1829 dal botanico, naturalista e politico belga Barthélemy Charles Joseph Dumortier (1797-1878), perfezionato in seguito dal botanico Harold Ernest Robinson (1932-) nella pubblicazione "Phytologia; Designed to Expedite Botanical Publication. New York - 41(1): 43 " del 1978 .

## Descrizione
Le specie di questa sottotribù hanno un habitus erbaceo con cicli biologici annuali o perenni. L'altezza delle piante varia da 20 a 300 cm.
Sono presenti sia foglie basali (poche) che cauline (la maggior parte). Sono picciolate o sessili (in prevalenza quelle cauline). Le foglie lungo il caule sono disposte in modo alternato. La lamina delle foglie ha un contorno ovato, ma anche deltato, ellittico, lanceolato o lineare con bordi continui oppure lobati (di tipo 1-2-pennatifido). I bordi sono interi o seghettai o dentati. Le superfici sono glabre o pubescenti; spesso con ghiandole punteggiate.
Le infiorescenze sono composte da capolini radiati (raramente discoidi) terminali o raggruppati in cime panicolate.  I capolini sono formati da un involucro composto da diverse squame (o brattee) al cui interno un ricettacolo fa da base ai fiori di due tipi: quelli esterni del raggio e quelli più interni del disco. L'involucro ha una forma da piatta a riflessa (ripiegato all'indietro), raramente è emisferico o comunque è emisferico solo all'inizio dell'antesi. Le squame da 15 a 30 sono disposte su 2 - 3 serie; la forma è ellittica, lanceolata o lineare; qualche volta sono dimorfiche; quelle interne possono essere scariose e quelle esterne a volte hanno un portamento riflesso. Il ricettacolo ha una forma da conica a colonnare ed è provvisto di pagliette, queste ultime talvolta svolgono una funzione di protezione degli acheni. Altezza del ricettacolo: 8 – 70 mm.
I fiori sono tetraciclici (a cinque verticilli: calice – corolla – androceo – gineceo) e pentameri (ogni verticillo ha 5 elementi). I fiori del raggio da 3 a 25 (possono essere assenti) sono sterili e colorati di giallo, arancione, marrone-viola, marrone o rossastro; a volte sono bicolore; le lamine spesso sono cadenti o riflesse. I fiori del disco da 50 a 800 sono ermafroditi e fertili; il colore è verde-giallastro o colori simili ai fiori esterni. Le corolle dei fiori tubulosi hanno i lobi brevi e a forma triangolare e sono papillosi sulla superficie interna.
L'androceo è formato da 5 stami con filamenti liberi e antere saldate in un manicotto circondante lo stilo. Le antere sono nere, qualche volta appena calcarate. L'endotecio è provvisto di ispessimenti radiali. Diametro del polline: 23 - 27 micrometri
Il gineceo ha un ovario uniloculare infero formato da due carpelli.. Lo stilo è unico e con due stigmi nella parte apicale; possiede inoltre due fasci vascolari. Le superfici stigmatiche degli stigmi sono divise ma ampie e quasi si toccano. Qualche volta sono presenti delle lunghe appendici papillose.
I frutti sono degli acheni con pappo. Gli acheni sono compressi, a sezione quadrata e con superfici striate, glabre o sparsamente pubescenti; la forma in generale va da oblunga a obpiramidale. Qualche volta l'achenio è alato. Il pappo è formato da una piccola corona di minute scaglie (da 2 a 8) o piccole squamelle, oppure è assente.

## Distribuzione e habitat
La distribuzione di questa sottotribù è relativa alle zone temperate dell'America del Nord e Messico settentrionale. Le specie distribuite altrove (come Europa e Asia) sono considerate specie naturalizzate (in Italia allo stato spontaneo sono presenti alcune specie del genere Rudbeckia).

## Tassonomia
I generi di questa sottotribù tradizionalmente erano descritti nella sottotribù Verbesininae (G. Bentham, 1873) o nella sottotribù Helianthinae (T.F. Stuessy, 1977). Alcuni Autori includono in questo gruppo anche il genere Echinacea (P.O. Karis e O. Ryding, 1994), ora nella sottotribù Zinniinae. La sottotribù comprende 2 generi (con 24 specie) qui di seguito descritti brevemente:
- Ratibida  Raf., 1817 : specie 7. Caratteri distintivi: il contorno delle foglie è del tipo pennatifida; le squame dell'involucro sono dimorfiche e sono disposte su due serie; le pagliette del ricettacolo sono decidue insieme agli acheni; gli acheni talvolta sono alati e provvisti di tricomi disposti su più serie.
- Rudbeckia  L., 1753 : specie 17. Caratteri distintivi: la lamina fogliare è per lo più da intera a trilobata; raramente si trovano piante con foglie pennatifide; le squame dell'involucro, subuguali, sono disposte su più di 2 serie; le pagliette del ricettacolo non sono decidue; gli acheni sono privi di ali e raramente sono provvisti di tricomi.

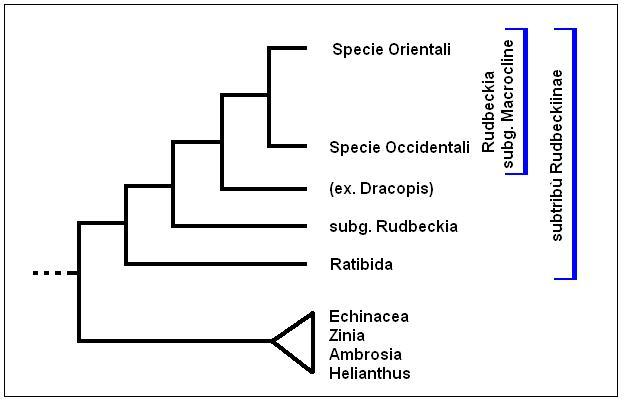
Cladogramma della sottotribù

I caratteri morfologici più importanti per questa sottotribù sono:
- la disposizione alternata delle foglie;
- i fiori del raggio sterili;
- i condotti della gola delle corolle del disco provvisti di resina rossastra;
- le linee stigmatiche accoppiate degli stigmi dello stilo;
- il ricettacolo spesso da conico a colonnare;
- le pagliette del ricettacolo non continuano a cresce dopo l'antesi;
- le cellule endoteciali delle teche con degli ispessimenti disposti radialmente;
- gli acheni spesso compressi.

### Filogenesi
Un recente studio di tipo filogenetico sul DNA dei ribosomi del nucleo ha permesso di circoscrivere più esattamente la sottotribù Rudbeckiinae (vedi cladogramma a lato tratto dallo studio citato e semplificato). Da questa ricerca risulta che la sottotribù è monofiletica, che il genere Ratibia è “gruppo fratello” del resto del clade e che nel gruppo Rudbeckia devono essere incluse le specie del genere Dracopis (sinonimo quindi di Rudbeckia). Risulta inoltre che il genere Echinacea deve essere posizionato all'esterno del clade. (Le specie europee introdotte di Rudbeckia appartengono al subgenere Rudbeckia.)

## Alcune specie

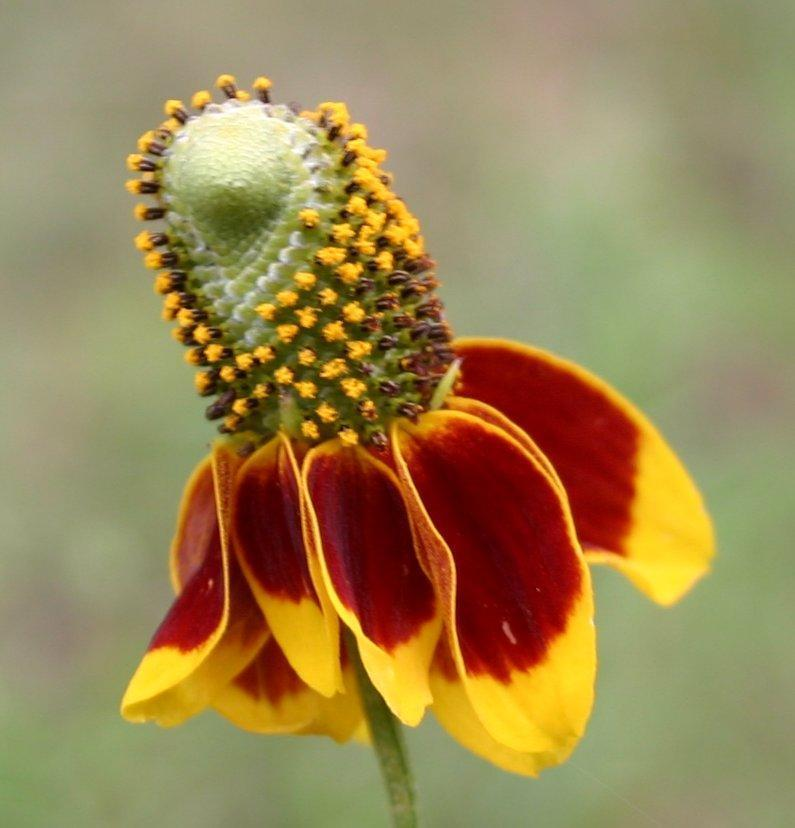
Ratibida columnifera
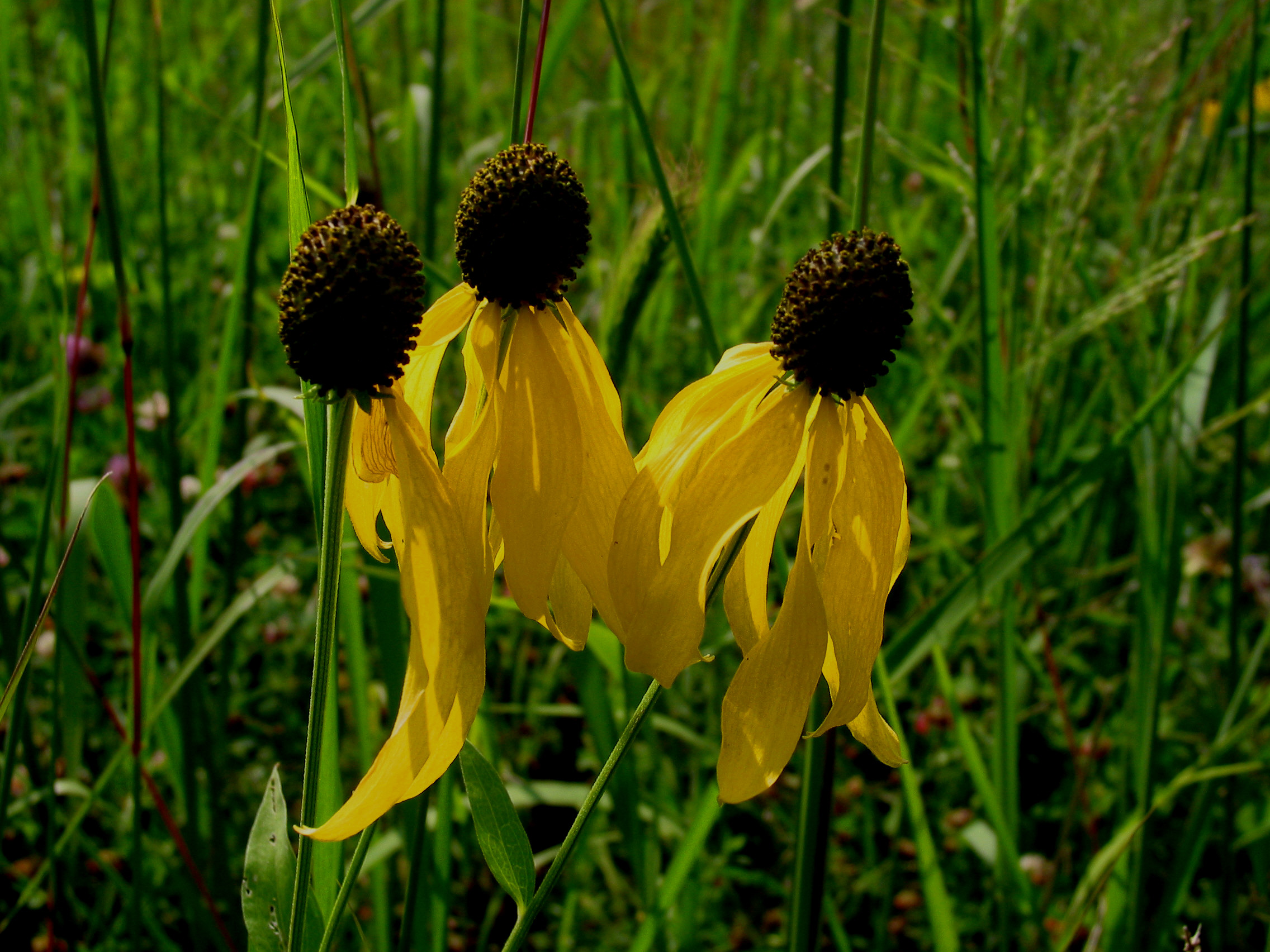
Ratipida pinnata
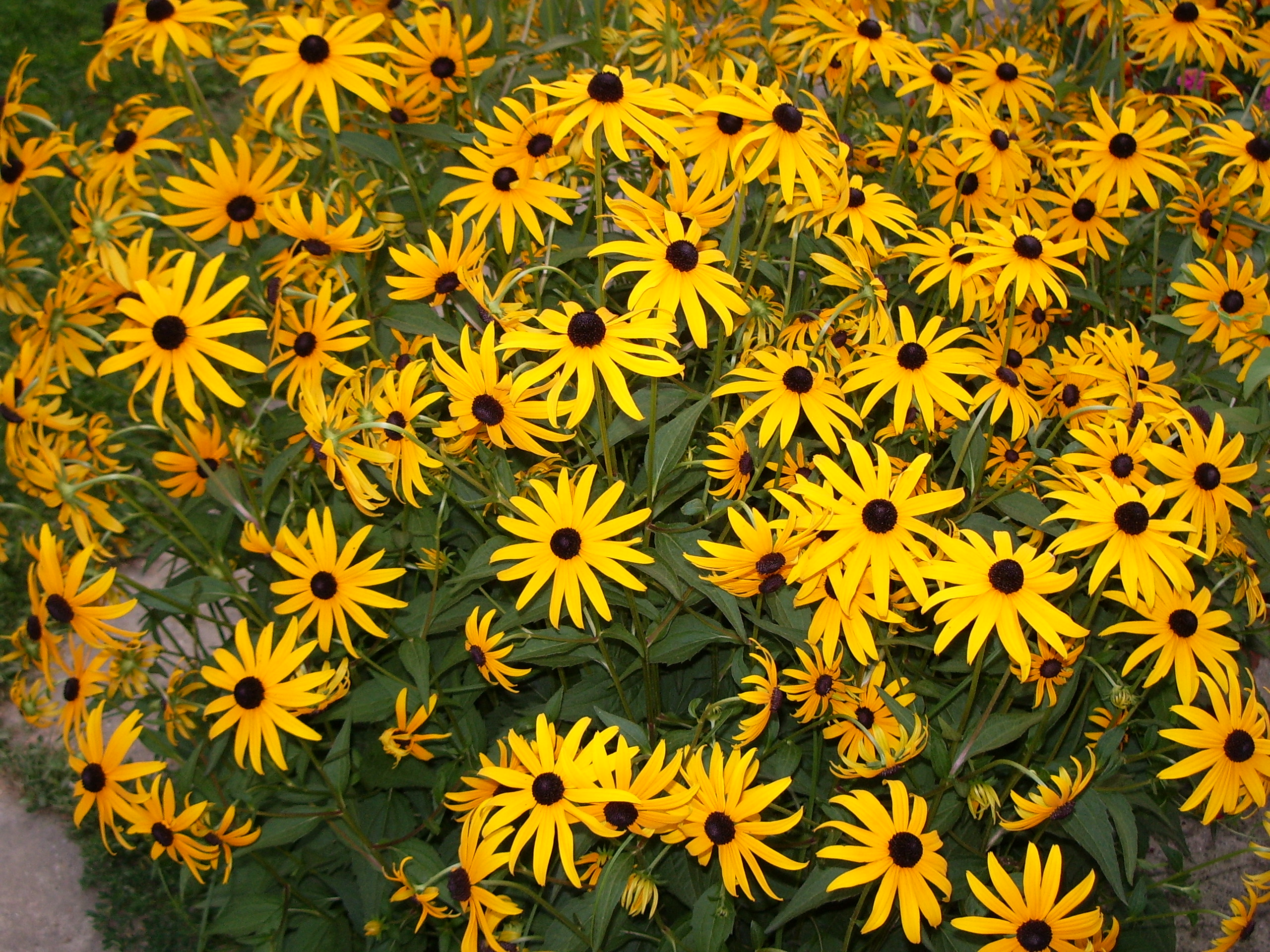
Rudbeckia fulgida
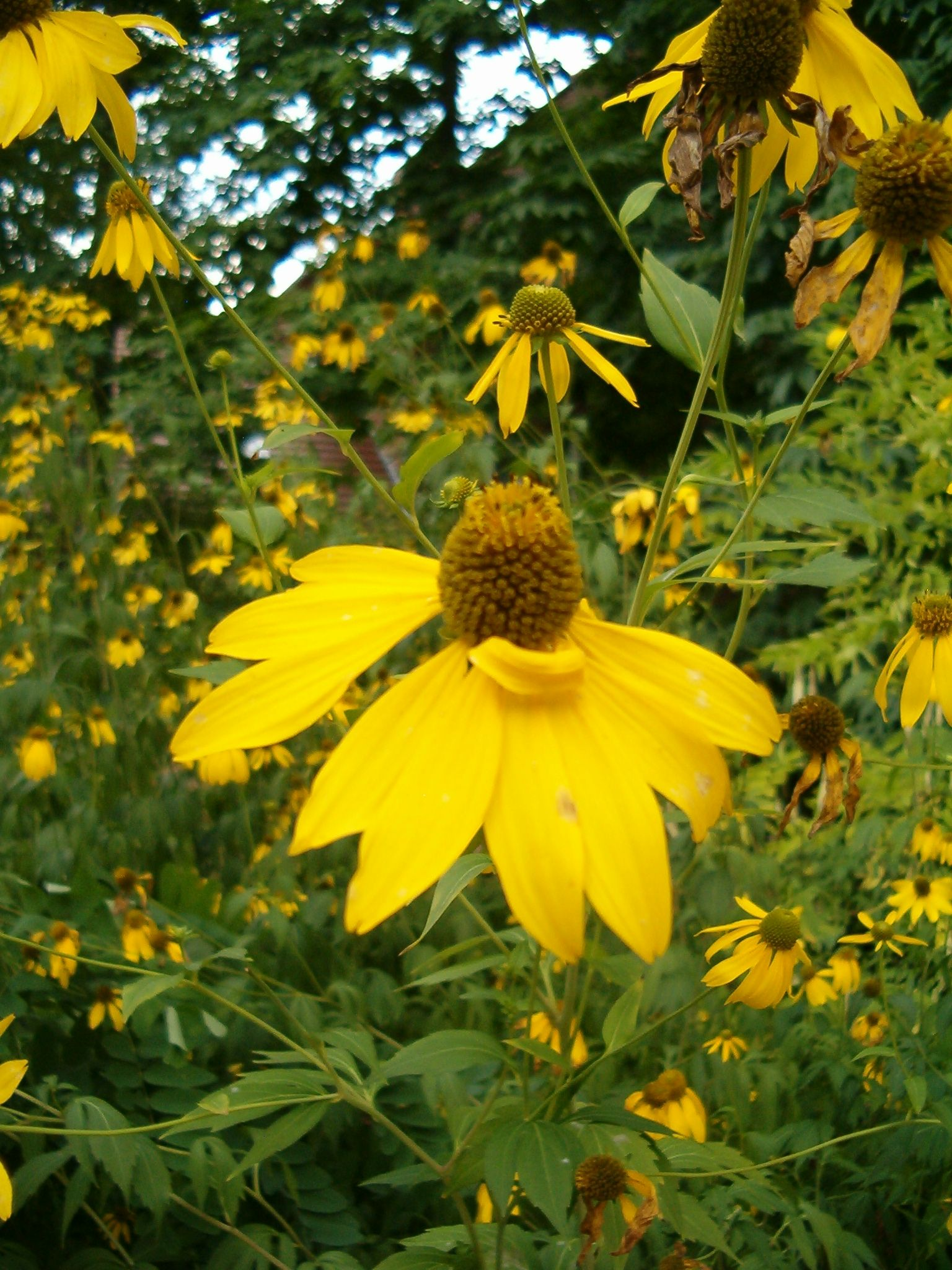
Rudbeckia laciniata
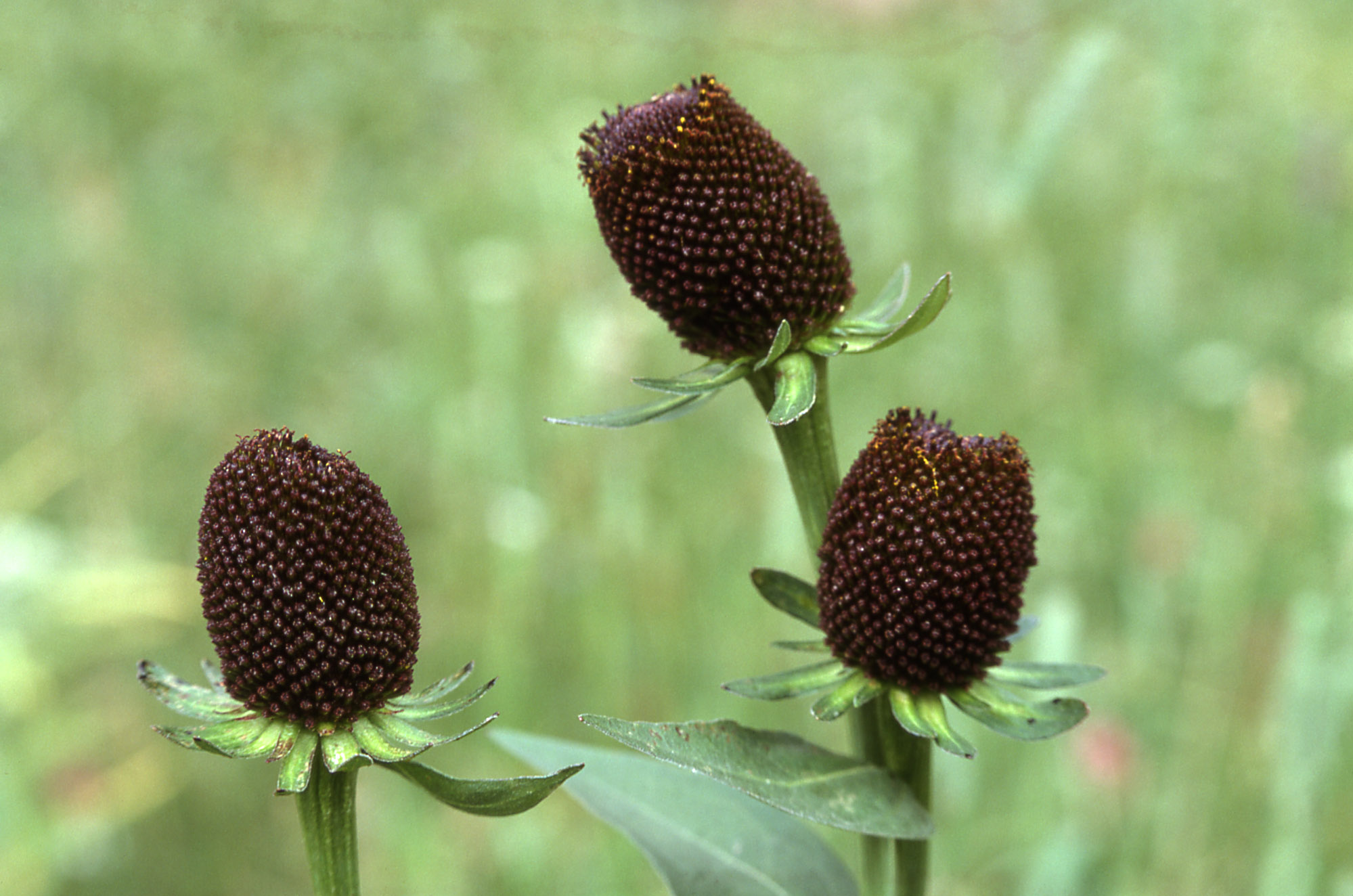
Rudbeckia occidentalis
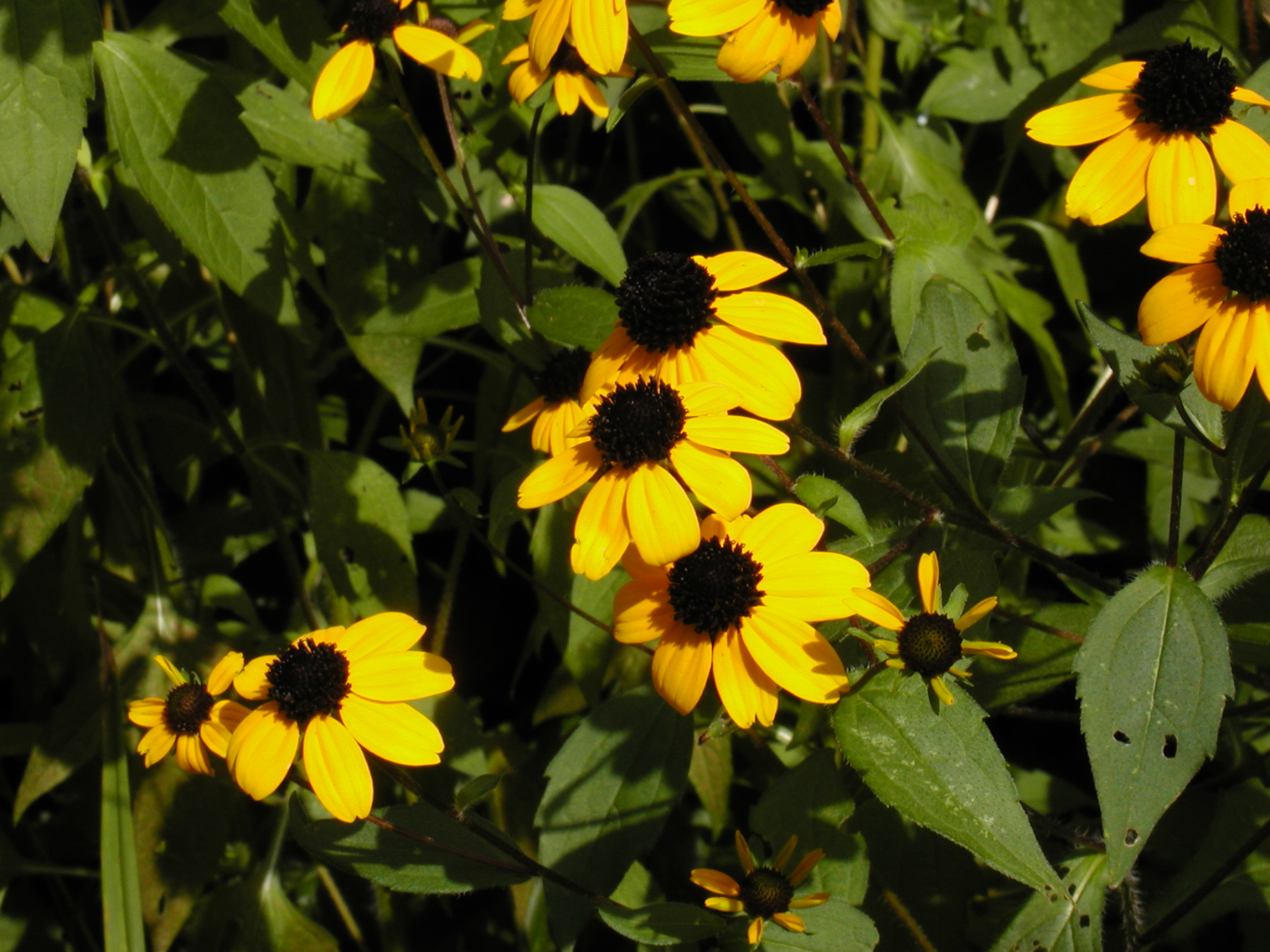
Rudbeckia triloba